# Епіневральний шов
Епіневра́льний шов — це спосіб з'єднання периферійних нервів кінець у кінець, при якому зшивається епіневрій двох роз'єднаних кінців нерва, а пучки з'єднуються в хаотичному порядку.
Найпоширенішим методом реконструкції периферійного нерва є класичний прямий епіневральний шов. Це найпростіший оперативний прийом, хоча і вимагає відомого досвіду, в іншому випадку можливі технічні помилки. Він має ряд недоліків, особливо при відновленні змішаних нервів, де потрібне точне зіставлення однорідних інтраневральних пучків. Застосовуючи епіневральний шов після операції, складно зберегти досягнуту поздовжню орієнтацію пучків. Проростання рухових аксонів центрального кінця нерва в чутливий аксон периферійного або зворотні співвідношення внаслідок взаємної ротації решт є однією з причин тривалого або неповного відновлення основних функцій нерва. Велика кількість міжпучкової сполучної тканини ускладнює протиставлення пучків, існує реальна небезпека зіставлення зрізу центрального пучка нерва з міжпучковою сполучною тканиною, що ускладнює дозрівання і проростання регенеруючих аксонів. В кінцевому результаті це веде до формування невроми та втрати функції.
Незадоволеність результатами хірургічного лікування ушкоджень змішаних периферичних нервів спонукала лікарів до пошуків нових способів і видів оперативних втручань. Великим кроком вперед стало застосування збільшувальною оптики й особливо спеціальних операційних мікроскопів. Мікронейрохірургія є новим напрямком в нейрохірургії периферійних нервів, що поєднує загальні хірургічні прийоми з використанням якісно нової техніки в умовах мікрополя: збільшувальної оптики, спеціального інструментарію та ультратонкого шовного матеріалу. Класичний прямий епіневральний шов можливо накласти до рівня дистального міжфалангового суглоба пальця. Він є найбільш доцільним не тільки при звичайній, а й при мікронейрохірургічній техніці. Нерви цих областей містять однорідні пучки аксонів — або чутливі, або рухові.

## Види
Є три види шва нерва:
- Епіневральний шов;
- Переневралий шов (зшивання нервових пучків);
- Комбінований епіневральний+переневральний.

## Загоювання
Процес регенерації чутливого нерва можна простежити за допомогою симптому Тінеля (Tinel), що визначається через деякі проміжки часу. Швидкість поширення цього симптому буває різною. Він вказує на проростання нових чутливих аксонів, але має обмежене значення. Він не дає уявлення ні про кількість регенеруючих аксонів, ні про їх остаточну долю.
Найбільш ранньою шкірною ознакою відновлення чутливості є болючість при натисканні, і це відновлення супроводжується відчуттям неприємного поколювання протягом місяця.
Поступово неприємні прояви раннього відновлення чутливості проходять. Згодом регенерований аксон все більш міелінізіруеться і набуває функціональну зрілість. Виросли аксони знову з'єднуються з колишніми чутливими рецепторами.
Відновлення різних видів чутливості відбувається зазвичай в різний час. Ступінь відновлення чутливості буває різною і зазвичай неповною у дорослих, в той же час у дітей вона відновлюється майже до норми. Час, потрібний для стійкого відновлення чутливості, вимірюється роками, а не місяцями. Він охоплює період встановлення регенеративного процесу і периферичного зростання регенеруючих нервових волокон.
Стан харчування багатьох периферичних тканин, таких як сухожилля, суглоби та шкіра, відіграє роль в остаточному відновленні чутливості. Це відновлення визначається встановленням правильних і в достатній кількості функціональних зв'язків між регенерирующими аксонами та чутливими рецепторами.
Хірург повинен домагатися можливо кращого зіставлення кінців нерва, щоб зростаючі аксони слідували точно ендоневрального і їх зростання не затримувався рубцевою тканиною. Програма реабілітації дозволяє прискорити та поліпшити якість відновлення чутливості.
Хворі повинні оберігати свої захисні механізми. Важливо уникати перегрівання або переохолодження, поранень або інших травм. Відсутність пропріоцепторного механізму може привести до втрати просторової орієнтації травмованої частини тіла хворого. Слід запобігати розвитку вторинних деформацій, коли є стійке випадання рухової або чутливої функції.

## Техніка виконання
1. Кінці нерва пересікають на рівно нормально видимих пучків дуже гострим лезом так, щоб лінія зрізу була чітко рівною;
2. Мобілізують епіневрій та з'єднують кінці нерва;
3. На відстані 1 мм від краю нерва перпендикулярно до його поверхні вколюють голку, проводячи її через епіневрій;
4. Голку перехоплюють та вводять в протилежний кінець нерва зсередини (під епіневрій);
5. Зав'язують вузол, залишаючи кінець нитки довжиною 3 см;
6. Аналогічно накладають другий шов, паралельно першому;
7. Розтягують епіневрій та накладають ще 1-2 шви на передню півокруглість нерва;
8. Між швами-тримачами накладають проміжні епіневральні шви, не допускаючи загортання епіневрія всередину;
9. Зашитий нерв поміщають у ложе в межах незмінених тканин.

## Віддалені результати
Після проведення оперативного втручання період заживання та відновлення функції нерва є надзвичайно довгим. Людина, якій було проведено оперативне втручання на нервах передпліччя почне відчувати та здійснювати рухи кистю не менше 6-12 місяців після операції. Ми можемо провести аналогію з великим кабелем, який містить в собі велику кількість маленьких дротів, при перерізанні цього кабелю ми можемо з'єднати правильно верхню оболонку, але не зможемо попасти у вихідне положення дротів. Така сама ситуація з нервом, але після довгого періоду реабілітації нерв з'єднає нервові пучки між собою, але в іншому положені, тобто якщо людина раніше згинала вказівний палець, то подавши цю ж саму команду мозку людина може згинати великий або будь-який інший палець кисті. Після оперативного втручання людині фактично доведеться повністю перевчатися керувати своєю рукою.